# الولايات المتحدة في دورة الألعاب البارالمبية الشتوية 2018
نافست الولايات المتحدة في الألعاب البارالمبية الشتوية 2018 في بيونغتشانغ، كوريا الجنوبية في الفترة من 9 إلى 18 مارس 2018.
مع 13 ميدالية ذهبية، و15 فضية، و8 برونزية، حقق الرياضيون الأمريكيون أفضل أداء لهم منذ 16 عامًا، وكانوا أنجح اختيار وطني لأول مرة منذ عام 1994، متقدمين على الرياضيين المحايدين من روسيا والفريق الكندي. كانت الرياضية الأكثر نجاحًا ضمن الفريق الأمريكي هي أوكسانا ماسترز بميداليتين ذهبيتين، واثنتين فضيتين، وواحدة برونزية. كما فازت كل من كيندال غريتش وبرينا هاكابي بميداليتين ذهبيتين. وبميدالية ذهبية، وأربع فضيات، وبرونزية واحدة، كان دافيد سنوسين أنجح مشارك أمريكي من الذكور في الألعاب البارالمبية 2018.

## الحائزون على الميداليات
| الميداليات حسب الرياضة | الميداليات حسب الرياضة | الميداليات حسب الرياضة | الميداليات حسب الرياضة | الميداليات حسب الرياضة |
| ---------------------- | ---------------------- | ---------------------- | ---------------------- | ---------------------- |
| الرياضة                | الأول                  | الثاني                 | الثالث                 | الإجمالي               |
| التزلج الريفي          | 3                      | 1                      | 2                      | 6                      |
| التزلج على الجليد      | 5                      | 5                      | 3                      | 13                     |
| البياثلون              | 2                      | 4                      | 1                      | 7                      |
| التزلج الألبي          | 1                      | 2                      | 1                      | 4                      |
| هوكي الجليد            | 1                      | 0                      | 0                      | 1                      |
| الإجمالي               | 13                     | 15                     | 8                      | 36                     |

| الميداليات حسب التاريخ | الميداليات حسب التاريخ | الميداليات حسب التاريخ | الميداليات حسب التاريخ | الميداليات حسب التاريخ | الميداليات حسب التاريخ |
| ---------------------- | ---------------------- | ---------------------- | ---------------------- | ---------------------- | ---------------------- |
| اليوم                  | التاريخ                | الأول                  | الثاني                 | الثالث                 | الإجمالي               |
| 1                      | 10 مارس                | 3                      | 1                      | 1                      | 5                      |
| 2                      | 11 مارس                | 1                      | 2                      | 1                      | 4                      |
| 3                      | 12 مارس                | 2                      | 2                      | 2                      | 6                      |
| 4                      | 13 مارس                | 0                      | 1                      | 1                      | 2                      |
| 5                      | 14 مارس                | 2                      | 1                      | 1                      | 4                      |
| 6                      | 15 مارس                | 0                      | 0                      | 0                      | 0                      |
| 7                      | 16 مارس                | 3                      | 5                      | 1                      | 9                      |
| 8                      | 17 مارس                | 1                      | 3                      | 1                      | 5                      |
| 9                      | 18 مارس                | 1                      | 0                      | 0                      | 1                      |
| الإجمالي               | الإجمالي               | 13                     | 15                     | 8                      | 36                     |

| الميداليات حسب الجنس | الميداليات حسب الجنس | الميداليات حسب الجنس | الميداليات حسب الجنس | الميداليات حسب الجنس | الميداليات حسب الجنس |
| -------------------- | -------------------- | -------------------- | -------------------- | -------------------- | -------------------- |
| الجنس                | الأول                | الثاني               | الثالث               | الإجمالي             | النسبة المئوية       |
| أنثى                 | 5                    | 4                    | 3                    | 12                   | 40%                  |
| ذكر                  | 6                    | 8                    | 4                    | 18                   | 60%                  |
| مختلط                | 0                    | 0                    | 0                    | 0                    | 0.0%                 |
| الإجمالي             | 13                   | 15                   | 8                    | 36                   | 100%                 |

| الفائزون بميداليات متعددة | الفائزون بميداليات متعددة | الفائزون بميداليات متعددة | الفائزون بميداليات متعددة | الفائزون بميداليات متعددة | الفائزون بميداليات متعددة | الفائزون بميداليات متعددة |
| ------------------------- | ------------------------- | ------------------------- | ------------------------- | ------------------------- | ------------------------- | ------------------------- |
| الاسم                     | الرياضة (الرياضات)        | الأول                     | الثاني                    | الثالث                    | الإجمالي                  |                           |
| دانييل كنوسين             | البياثلون، التزلج الريفي  | 1                         | 3                         | 1                         | 5                         |                           |
| أوكسانا ماسترز            | البياثلون، التزلج الريفي  | 1                         | 2                         | 1                         | 4                         |                           |
| كيندال غريتش              | البياثلون، التزلج الريفي  | 2                         | 0                         | 0                         | 2                         |                           |
| برينا هاكابي              | التزلج على الجليد         | 2                         | 0                         | 0                         | 2                         |                           |
| أندرو كوركا               | التزلج الألبي             | 1                         | 1                         | 0                         | 2                         |                           |
| مايك شولتز                | التزلج على الجليد         | 1                         | 1                         | 0                         | 2                         |                           |
| نوا إليوت                 | التزلج على الجليد         | 1                         | 0                         | 1                         | 2                         |                           |
| مايك ماينور               | التزلج على الجليد         | 1                         | 0                         | 1                         | 2                         |                           |
| أندرو سول                 | البياثلون، التزلج الريفي  | 1                         | 0                         | 1                         | 2                         |                           |
| إيمي بوردي                | التزلج على الجليد         | 0                         | 1                         | 1                         | 2                         |                           |

| الميدالية | الاسم | الرياضة           | الحدث                                | التاريخ |
| --------- | --- | ----------------- | ------------------------------------ | ------- |
| ذهبية     | أندرو كوركا | التزلج الألبي     | انحدار رجال                          | 10 مارس |
| ذهبية     | دانييل كنوسين | البياثلون         | 15 كيلومتراً فردي رجال                | 10 مارس |
| ذهبية     | كيندال غريتش | البياثلون         | 6 كيلومترات مطاردة سيدات             | 10 مارس |
| ذهبية     | كيندال غريتش | التزلج الريفي     | 5 كيلومترات كلاسيك سيدات             | 11 مارس |
| ذهبية     | مايك شولتز | التزلج على الجليد | سباق التزلج على الجليد المائل رجال   | 12 مارس |
| ذهبية     | برينا هاكابي | التزلج على الجليد | سباق التزلج على الجليد المائل سيدات  | 12 مارس |
| ذهبية     | أندرو سول | التزلج الريفي     | 10 كيلومترات كلاسيك رجال             | 14 مارس |
| ذهبية     | أوكسانا ماسترز | التزلج الريفي     | 15 كيلومترًا حرة سيدات                | 14 مارس |
| ذهبية     | نوا إليوت | التزلج على الجليد | سباق التزلج على الجليد المائل رجال   | 16 مارس |
| ذهبية     | مايك ماينور | التزلج على الجليد | سباق التزلج على الجليد المائل رجال   | 16 مارس |
| ذهبية     | برينا هاكابي | التزلج على الجليد | سباق التزلج على الجليد المائل سيدات  | 16 مارس |
| ذهبية     | أوكسانا ماسترز | التزلج الريفي     | 1.5 كيلومتر سباق السرعة كلاسيك سيدات | 17 مارس |
| ذهبية     | رالف دي كويبيك، برودي رويبال، بيلي هانينغ جونيور، جاك والاس، ترافيس دودسون، تايلر كارون، لوك مكدرموت، نيكو لاندروس، ديكلان فارمر، آدم بيج، نوح غروف، ريكو رومان، جوش ميسيفيتش، جوش بولس، جين لي، ستيف أنتوني، كيفن ماكي | هوكي الجليد       | بطولة فرق مختلطة                     | 18 مارس |
| فضية      | أوكسانا ماسترز | البياثلون         | 6 كيلومترات مطاردة سيدات             | 10 مارس |
| فضية      | أندرو كوركا | التزلج الألبي     | سوبر جي رجال                         | 11 مارس |
| فضية      | دانييل كنوسين | التزلج الريفي     | 10 كيلومترات كلاسيك رجال             | 11 مارس |
| فضية      | كيث غابل | التزلج على الجليد | سباق التزلج على الجليد المائل رجال   | 12 مارس |
| فضية      | إيمي بوردي | التزلج على الجليد | سباق التزلج على الجليد المائل سيدات  | 12 مارس |
| فضية      | دانييل كنوسين | البياثلون         | 12.5 كيلومترات فردي رجال             | 13 مارس |
| فضية      | تايلر والكر | التزلج الألبي     | تزلج متعرج رجال                      | 14 مارس |
| فضية      | دانييل كنوسين | البياثلون         | 15 كيلومتراً فردي رجال                | 16 مارس |
| فضية      | أوكسانا ماسترز | البياثلون         | 15 كيلومتراً فردي سيدات               | 16 مارس |
| فضية      | مايك شولتز | التزلج على الجليد | سباق التزلج على الجليد المائل رجال   | 16 مارس |
| فضية      | إيفان سترونج | التزلج على الجليد | سباق التزلج على الجليد المائل رجال   | 16 مارس |
| فضية      | بريتاني كوري | التزلج على الجليد | سباق التزلج على الجليد المائل سيدات  | 16 مارس |
| فضية      | جيك أديكوف مرشد: سوور كيسلهيم | التزلج الريفي     | 10 كيلومترات كلاسيك رجال             | 17 مارس |
| فضية      | دانييل كنوسين | التزلج الريفي     | 15 كيلومتراً حر رجال                  | 17 مارس |
| فضية      | تايلر والكر | التزلج الألبي     | سوبر كومبايند رجال                   | 17 مارس |
| برونزية   | لوري ستيفنز | التزلج الألبي     | انحدار سيدات                         | 10 مارس |
| برونزية   | أوكسانا ماسترز | التزلج الريفي     | 5 كيلومترات كلاسيك سيدات             | 11 مارس |
| برونزية   | نوا إليوت | التزلج على الجليد | سباق التزلج على الجليد المتعرج رجال  | 12 مارس |
| برونزية   | مايك ماينور | التزلج على الجليد | سباق التزلج على الجليد المتعرج رجال  | 12 مارس |
| برونزية   | أندرو سول | البياثلون         | 15 كيلومتراً فردي رجال                | 13 مارس |
| برونزية   | دانييل كنوسين | التزلج الريفي     | 15 كيلومتراً حر رجال                  | 14 مارس |
| برونزية   | إيمي بوردي | التزلج على الجليد | سباق التزلج على الجليد المائل سيدات  | 16 مارس |
| برونزية   | جايمي ستانتون | التزلج الألبي     | تزلج متعرج عملاق رجال                | 17 مارس |

## التزلج الألبي
رجال
جلوس
| الرياضي       | الحدث            | الفئة  | الجولة 1      | الجولة 2      | الإجمالي      | الإجمالي      |
| الرياضي       | الحدث            | الفئة  | الجولة 1      | الجولة 2      | الوقت         | الترتيب       |
| ------------- | ---------------- | ------ | ------------- | ------------- | ------------- | ------------- |
| ياسمين بامبور | انحدار           | LW11   | لم ينهِ السباق | —             | لم ينهِ السباق | لم ينهِ السباق |
| ياسمين بامبور | سوبر جي          | LW11   | 1:13.52       | لم ينهِ السباق | لم ينهِ السباق | لم ينهِ السباق |
| ياسمين بامبور | تزلج متعرج عملاق | LW11   | لم ينهِ السباق | لم ينهِ السباق | لم ينهِ السباق | لم ينهِ السباق |
| ياسمين بامبور | تزلج متعرج       | LW11   | 1:31.53       | 53.69         | 2:25.22       | 12            |
| جوش إليوت     | انحدار           | LW12-2 | لم ينهِ السباق | —             | لم ينهِ السباق | لم ينهِ السباق |
| جوش إليوت     | سوبر جي          | LW12-2 | لم ينهِ السباق | لم ينهِ السباق | لم ينهِ السباق | لم ينهِ السباق |
| جوش إليوت     | تزلج متعرج عملاق | LW12-2 | لم ينهِ السباق | لم ينهِ السباق | لم ينهِ السباق | لم ينهِ السباق |
| جوش إليوت     | تزلج متعرج       | LW12-2 | 1:27.10       | 50.58         | 2:17.68       | 6             |
| أندرو كوركا   | انحدار           | LW12-1 | 1:24.11       | —             | 1:24.11       | الأول         |
| أندرو كوركا   | سوبر جي          | LW12-1 | 1:26.89       | —             | 1:26.89       | الثاني        |
| أندرو كوركا   | تزلج متعرج عملاق | LW12-1 | لم ينهِ السباق | لم ينهِ السباق | لم ينهِ السباق | لم ينهِ السباق |
| أندرو كوركا   | تزلج متعرج       | LW12-1 | 1:27.17       | 50.56         | 2:17.73       | 7             |
| ستيفن لولر    | انحدار           | LW12-1 | 1:32.82       | —             | 1:32.82       | 18            |
| ستيفن لولر    | سوبر جي          | LW12-1 | 1:38.33       | —             | 1:38.33       | 22            |
| ستيفن لولر    | تزلج متعرج عملاق | LW12-1 | 1:17.20       | لم ينهِ السباق | لم ينهِ السباق | لم ينهِ السباق |
| تايلر والكر   | انحدار           | LW12-1 | 1:29.10       | —             | 1:29.10       | 12            |
| تايلر والكر   | تزلج متعرج عملاق | LW12-1 | 1:06.30       | 1:07.49       | 2:13.79       | الثاني        |
| تايلر والكر   | تزلج متعرج       | LW12-1 | 49.08         | 51.47         | 1:40.55       | الثاني        |
| تايلر والكر   | سوبر كومبايند    | LW12-1 | 1:27.27       | لم ينهِ السباق | لم ينهِ السباق | لم ينهِ السباق |
| سبنسر وود     | تزلج متعرج عملاق | LW4    | 1:16.45       | 1:16.54       | 2:32.99       | 25            |
| سبنسر وود     | تزلج متعرج       | LW4    | 1:00.39       | لم ينهِ السباق | لم ينهِ السباق | لم ينهِ السباق |

وقوف
| الرياضي       | الحدث            | الفئة | الجولة 1 | الجولة 2      | الإجمالي      | الإجمالي      |
| الرياضي       | الحدث            | الفئة | الجولة 1 | الجولة 2      | الوقت         | الترتيب       |
| ------------- | ---------------- | ----- | -------- | ------------- | ------------- | ------------- |
| تايلر كارتر   | انحدار           | LW4   | 1:15.23  | لم ينهِ السباق | لم ينهِ السباق | لم ينهِ السباق |
| تايلر كارتر   | تزلج متعرج عملاق | LW4   | 1:02.22  | 1:01.08       | 2:03.30       | 19            |
| أندرو هاراغي  | انحدار           | LW1   | 1:32.84  | —             | 1:32.84       | 18            |
| أندرو هاراغي  | سوبر جي          | LW1   | 1:34.19  | —             | 1:34.19       | 24            |
| كونور هوغان   | تزلج متعرج عملاق | LW9-1 | 1:15.90  | 1:16.57       | 2:32.47       | 24            |
| كونور هوغان   | تزلج متعرج       | LW9-1 | 1:02.59  | لم يبدأ       | لم يبدأ       | لم يبدأ       |
| جايمي ستانتون | انحدار           | LW4   | 1:02.59  | —             | 1:31.31       | 17            |
| جايمي ستانتون | سوبر جي          | LW4   | 1:09.44  | 1:11.86       | 2:21.30       | 14            |
| جايمي ستانتون | تزلج متعرج عملاق | LW4   | 48.51    | 48.86         | 1:37.37       | الثالث        |
| جايمي ستانتون | تزلج متعرج       | LW4   | 1:29.80  | 46.75         | 2:16.55       | 4             |
| توماس والش    | انحدار           | LW4   | 1:30.38  | —             | 1:30.38       | 13            |
| توماس والش    | سوبر جي          | LW4   | 1:08.92  | 1:07.39       | 2:16.31       | 7             |
| توماس والش    | تزلج متعرج عملاق | LW4   | 49.33    | 52.87         | 1:42.20       | 5             |
| توماس والش    | تزلج متعرج       | LW4   | 1:29.13  | لم ينهِ السباق | لم ينهِ السباق | لم ينهِ السباق |
| سبنسر وود     | تزلج متعرج عملاق | LW4   | 1:16.45  | 1:16.54       | 2:32.99       | 25            |
| سبنسر وود     | تزلج متعرج       | LW4   | 1:00.39  | لم ينهِ السباق | لم ينهِ السباق | لم ينهِ السباق |

ضعف بصري
| الرياضي                        | الحدث            | الفئة         | الجولة 1      | الجولة 2      | الإجمالي      | الإجمالي      |
| الرياضي                        | الحدث            | الفئة         | الجولة 1      | الجولة 2      | الوقت         | الترتيب       |
| ------------------------------ | ---------------- | ------------- | ------------- | ------------- | ------------- | ------------- |
| ستاسي مانيلّا مرشد: سادي دي بون |                  |               |               |               |               |               |
| انحدار                         | B3               | 1:44.25       | —             | 1:44.25       | 10            |               |
| سوبر جي                        | B3               | 1:21.78       | 1:18.23       | 2:40.01       | 10            |               |
| تزلج متعرج عملاق               | B3               | 1:04.33       | 1:02.80       | 2:07.13       | 9             |               |
| تزلج متعرج                     | B3               | لم ينهِ السباق | لم ينهِ السباق | لم ينهِ السباق | لم ينهِ السباق |               |
| دانييل أمستيد مرشد: روب أمستيد | انحدار           | B2            | لم ينهِ السباق | —             | لم ينهِ السباق | لم ينهِ السباق |
| دانييل أمستيد مرشد: روب أمستيد | سوبر جي          | B2            | 1:38.91       | —             | 1:38.91       | 6             |
| دانييل أمستيد مرشد: روب أمستيد | تزلج متعرج عملاق | B2            | 1:19.36       | 1:17.93       | 2:37.29       | 8             |
| دانييل أمستيد مرشد: روب أمستيد | تزلج متعرج       | B2            | استبعد        | استبعد        | استبعد        | استبعد        |
| دانييل أمستيد مرشد: روب أمستيد | سوبر كومبايند    | B2            | 1:37.70       | 1:01.83       | 2:39.53       | 8             |

## البياثلون
رجال

جلوس
| الرياضي       | الحدث                | الفئة  | العامل | الوقت الحقيقي | الأخطاء      | الوقت المحسوب | الترتيب |
| ------------- | -------------------- | ------ | ------ | ------------- | ------------ | ------------- | ------- |
| دانييل كنوسين | 7.5 كيلومترات مطاردة | LW12   | 100 %  | 23:49.7       | 1 (0+1)      | 23:49.7       | الأول   |
| آرون بايك     | 7.5 كيلومترات مطاردة | LW11.5 | 96 %   | 27:20.9       | 3 (3+0)      | 26:15.3       | 12      |
| براين برايس   | 7.5 كيلومترات مطاردة | LW11.5 | 96 %   | 30:05.0       | 1 (1+0)      | 28:52.8       | 20      |
| أندي سول      | 7.5 كيلومترات مطاردة | LW12   | 100 %  | 25:08.3       | 3 (3+0)      | 25:08.3       | 8       |
| جيريمي واغنر  | 7.5 كيلومترات مطاردة | LW11.5 | 96 %   | 29:43.8       | 1 (1+0)      | 28:32.4       | 19      |
| دانييل كنوسين | 15 كيلومتراً فردي     | LW12   | 100%   | 46:37.3       | 0 (0+0+0+0)  | 46:37.3       | الثاني  |
| شون هالستيد   | 15 كيلومتراً فردي     | LW11.5 | 96%    | 58:05.3       | 5 (2+0+1+2)  | 55:45.9       | 14      |
| آرون بايك     | 15 كيلومتراً فردي     | LW11.5 | 96%    | 53:07.7       | 1 (0+0+0+1)  | 51:00.2       | 7       |
| براين برايس   | 15 كيلومتراً فردي     | LW11.5 | 96 %   | 1:04:31.9     | 10 (3+1+2+4) | 1:01:57.0     | 16      |
| أندي سول      | 15 كيلومتراً فردي     | LW12   | 100 %  | 47:08.7       | 2 (0+0+2+0)  | 47:08.7       | الثالث  |

وقوف
| الرياضي      | الحدث                | الفئة | العامل | الوقت   | الأخطاء     | الوقت المحسوب | الترتيب |
| ------------ | -------------------- | ----- | ------ | ------- | ----------- | ------------- | ------- |
| روسلان رايتر | 7.5 كيلومترات مطاردة | LW8   | 96 %   | 23:52.9 | 4 (2+2)     | 22:55.6       | 16      |
| روسلان رايتر | 15 كيلومتراً فردي     | LW8   | 96 %   | 45:35.3 | 4 (0+2+1+1) | 43:45.9       | 11      |

سيدات
جلوس
| الرياضية       | الحدث              | الفئة  | العامل | الوقت         | الأخطاء       | الوقت المحسوب | الترتيب       |
| -------------- | ------------------ | ------ | ------ | ------------- | ------------- | ------------- | ------------- |
| كيندال غريتش   | 6 كيلومترات مطاردة | LW11.5 | 96 %   | 22:46.7       | 1 (0+1)       | 21:52.0       | الأول         |
| أوكسانا ماسترز | 6 كيلومترات مطاردة | LW12   | 100 %  | 22:14.8       | 0 (0+0)       | 22:14.8       | الثاني        |
| جوي روندو      | 6 كيلومترات مطاردة | LW11.5 | 96 %   | 28:59.0       | 0 (0+0)       | 27:49.4       | 14            |
| كيندال غريتش   | 10 كيلومترات فردي  | LW11.5 | 96 %   | 46:28.5       | 3 (1+0+0+2)   | 44:37.0       | 4             |
| أوكسانا ماسترز | 10 كيلومترات فردي  | LW12   | 100 %  | لم تنهِ السباق | لم تنهِ السباق | لم تنهِ السباق | لم تنهِ السباق |
| أوكسانا ماسترز | 15 كيلومتراً فردي   | LW12   | 100 %  | 50:00.0       | 0 (0+0+0+0)   | 50:00.0       | الثاني        |

## التزلج الريفي
رجال
جلوس
| الرياضي       | الحدث                       | الفئة  | العامل | الوقت   | الوقت المحسوب | الترتيب |
| ------------- | --------------------------- | ------ | ------ | ------- | ------------- | ------- |
| دانييل كنوسين | 15 كيلومتراً حر              | LW12   | 100 %  | 42:20.7 | 42:20.7       | الثاني  |
| دانييل كنوسين | تتابع 4 × 2.5 كيلومتر مختلط |        |        |         |               | الثالث  |
| شون هالستيد   | 15 كيلومتراً حر              | LW11.5 | 96 %   | 50:39.6 | 48:38.0       | 22      |
| أندرو سول     | 15 كيلومتراً حر              | LW12   | 100%   | 44:36.9 | 44:36.9       | 11      |
| أندرو سول     | تتابع 4 × 2.5 كيلومتر مختلط |        |        |         |               | الأول   |

ضعف بصري
| الرياضي                       | الحدث                                                   | الفئة | العامل | الوقت       | الوقت       | الوقت المحسوب | الوقت المحسوب | الترتيب       | الترتيب       |
| ----------------------------- | ------------------------------------------------------- | ----- | ------ | ----------- | ----------- | ------------- | ------------- | ------------- | ------------- |
| جيك أديكوف مرشد: سوير كيسلهيم | سباق 1.5 كيلومتر سباق السرعة كلاسيك 10 كيلومترات كلاسيك | B3    | 100%   | 49:43.0     | 49:43.0     | 49:43.0       | 49:43.0       | 5             | 5             |
| جيك أديكوف مرشد: سوير كيسلهيم | سباق 1.5 كيلومتر سباق السرعة كلاسيك 10 كيلومترات كلاسيك | B3    | 100%   | وقت التأهيل | وقت التأهيل | نصف النهائي   | نصف النهائي   | النهائي       | النهائي       |
| جيك أديكوف مرشد: سوير كيسلهيم | سباق 1.5 كيلومتر سباق السرعة كلاسيك 10 كيلومترات كلاسيك | B3    | 100%   | الوقت       | الترتيب     | الوقت         | الترتيب       | النتيجة       | الترتيب       |
| جيك أديكوف مرشد: سوير كيسلهيم | سباق 1.5 كيلومتر سباق السرعة كلاسيك 10 كيلومترات كلاسيك | B3    | 100%   | 3:42.13     | 3           | 4:10.3        | 2             | خرج من السباق | خرج من السباق |

سيدات
جلوس
| الرياضية       | الحدث                                                            | الفئة  | العامل | الوقت       | الوقت       | الوقت المحسوب | الوقت المحسوب | الترتيب | الترتيب |
| -------------- | ---------------------------------------------------------------- | ------ | ------ | ----------- | ----------- | ------------- | ------------- | ------- | ------- |
| كيندال غريتش   | 15 كيلومتراً حر                                                   | LW11.5 | 96 %   | 39:51.6     | 39:51.6     | 38:15.9       | 38:15.9       | الأول   | الأول   |
| أوكسانا ماسترز | 15 كيلومتراً حر 5 كيلومترات كلاسيك 1.5 كيلومتر سباق السرعة كلاسيك | LW12   | 100%   | 39:04.9     | 39:04.9     | 39:04.9       | 39:04.9       | الثالث  | الثالث  |
| أوكسانا ماسترز | 15 كيلومتراً حر 5 كيلومترات كلاسيك 1.5 كيلومتر سباق السرعة كلاسيك | LW12   | 100%   | 16:42.0     | 16:42.0     | 16.42.0       | 16.42.0       | الأول   | الأول   |
| أوكسانا ماسترز | 15 كيلومتراً حر 5 كيلومترات كلاسيك 1.5 كيلومتر سباق السرعة كلاسيك | LW12   | 100%   | وقت التأهيل | وقت التأهيل | نصف النهائي   | نصف النهائي   | النهائي | النهائي |
| أوكسانا ماسترز | 15 كيلومتراً حر 5 كيلومترات كلاسيك 1.5 كيلومتر سباق السرعة كلاسيك | LW12   | 100%   | الوقت       | الترتيب     | الوقت         | الترتيب       | النتيجة | الترتيب |
| أوكسانا ماسترز | 15 كيلومتراً حر 5 كيلومترات كلاسيك 1.5 كيلومتر سباق السرعة كلاسيك | LW12   | 100%   | 3:29.86     | 1           | 4:24.3        | 1             | 4:06.7  | الأول   |

وقوف
| الرياضية  | الحدث          | الفئة | العامل | الوقت     | الوقت المحسوب | الترتيب |
| --------- | -------------- | ----- | ------ | --------- | ------------- | ------- |
| غريس ميلر | 15 كيلومتراً حر | LW8   | 96%    | 1:11:43.6 | 1:08:51.5     | 10      |

ضعف بصري
| الرياضية                              | الحدث          | الفئة | العامل | الوقت     | الوقت المحسوب | الترتيب |
| ------------------------------------- | -------------- | ----- | ------ | --------- | ------------- | ------- |
| ميا زوتر مرشد: كريستينا تريغستاد-ساري | 15 كيلومتراً حر | B3    | 100 %  | 1:02:20.2 | 1:02:20.2     | 8       |

## التزلج على الجليد
أقيمت نهائيات كأس العالم للتزلج على الجليد البارالمبي في بيغ وايت، كولومبيا البريطانية في فبراير 2018. كان هذا الحدث هو الأخير الذي استخدم لتحديد من سيمثل الولايات المتحدة في ألعاب 2018. للتأهل لتمثيل الولايات المتحدة في الألعاب البارالمبية، كان على المتزلجين الأمريكيين الحصول على نقاط سباق الموسم في سباق واحد على الأقل في موسم 2017-18. كان الموعد النهائي للحصول على النقاط هو 19 فبراير 2018. في 20 فبراير، تم الإعلان عن أسماء فريق الولايات المتحدة للتزلج على الجليد البارالمبي.
سباق التزلج على الجليد المتعرج
رجال
| الرياضي      | الحدث             | التأهيل  | التأهيل | التأهيل  | التأهيل | التأهيل | التأهيل | دور الـ16 | ربع النهائي | نصف النهائي | النهائي  | النهائي  |        |        |        |        |         |
| الرياضي      | الحدث             | الجولة 1 | الترتيب | الجولة 2 | الترتيب | الأفضل  | الترتيب | دور الـ16 | ربع النهائي | نصف النهائي | النهائي  | النهائي  | المركز | المركز | المركز | المركز | الترتيب |
| الرياضي      | الحدث             | الوقت    | الترتيب | الوقت    | الترتيب | الأفضل  | الترتيب |           |             |             |          |          |        |        |        |        |         |
| ------------ | ----------------- | -------- | ------- | -------- | ------- | ------- | ------- | --------- | ----------- | ----------- | -------- | -------- | ------ | ------ | ------ | ------ | ------- |
| نوا إليوت    | التزلج على الجليد | 1:00.73  | 1       | —        | —       | 1:00.73 | 1 تأهل  | 1         | 1           | 2           | 1        | الثالث   |        |        |        |        |         |
| مارك مان     | التزلج على الجليد | 1:04.58  | 4       | —        | —       | 1:04.58 | 4 تأهل  | 1         | 2           | لم يتقدم    | لم يتقدم | لم يتقدم |        |        |        |        |         |
| مايك شولتز   | التزلج على الجليد | 1:04.73  | 5       | —        | —       | 1:04.73 | 5 تأهل  | 1         | 1           | 1           | 1        | الأول    |        |        |        |        |         |
| كيث غابل     | التزلج على الجليد | 59.02    | 4       | 1:00.55  | 4       | 59.02   | 4 تأهل  | 1         | 1           | 1           | 2        | الثاني   |        |        |        |        |         |
| مايك شي      | التزلج على الجليد | 58.93    | 3       | 58.97    | 1       | 58.93   | 3 تأهل  | 1         | 2           | لم يتقدم    | لم يتقدم | لم يتقدم |        |        |        |        |         |
| إيفان سترونج | التزلج على الجليد | 1:01.38  | 7       | 59.40    | 3       | 59.40   | 6 تأهل  | 1         | 1           | 2           | 2        | 4        |        |        |        |        |         |
| مايك ماينور  | التزلج على الجليد | 1:00.12  | 1       | 1:02.11  | 3       | 1:00.12 | 1 تأهل  | 1         | 1           | 2           | 1        | الثالث   |        |        |        |        |         |
| جيمس سايدز   | التزلج على الجليد | 1:06.60  | 12      | 1:06.47  | 13      | 1:06.47 | 15 تأهل | 2         | لم يتقدم    | لم يتقدم    | لم يتقدم | لم يتقدم |        |        |        |        |         |
| مايكل سبيفي  | التزلج على الجليد | 1:08.87  | 16      | 1:08.33  | 16      | 1:08.33 | 18      | لم يتقدم  | لم يتقدم    | لم يتقدم    | لم يتقدم | لم يتقدم |        |        |        |        |         |

سيدات
| الرياضية     | الحدث             | التأهيل  | التأهيل | التأهيل  | التأهيل | التأهيل | التأهيل | ربع النهائي | نصف النهائي | النهائي  | النهائي  |        |        |        |         |
| الرياضية     | الحدث             | الجولة 1 | الترتيب | الجولة 2 | الترتيب | الأفضل  | الترتيب | ربع النهائي | نصف النهائي | النهائي  | النهائي  | المركز | المركز | المركز | الترتيب |
| الرياضية     | الحدث             | الوقت    | الترتيب | الوقت    | الترتيب | الأفضل  | الترتيب |             |             |          |          |        |        |        |         |
| ------------ | ----------------- | -------- | ------- | -------- | ------- | ------- | ------- | ----------- | ----------- | -------- | -------- | ------ | ------ | ------ | ------- |
| برينا هاكابي | التزلج على الجليد | 1:17.42  | 3       | 1:17.02  | 4       | 1:17.02 | 4 تأهل  | —           | 1           | 1        | الأول    |        |        |        |         |
| إيمي بوردي   | التزلج على الجليد | 1:09.64  | 1       | 1:10.41  | 2       | 1:09.64 | 2 تأهل  | —           | 1           | 2        | الثاني   |        |        |        |         |
| نيكول راوندي | التزلج على الجليد | 1:22.46  | 4       | 1:17.77  | 5       | 1:17.77 | 5       | —           | لم يتقدم    | لم يتقدم | لم يتقدم |        |        |        |         |
| بريتاني كوري | التزلج على الجليد | 1:26.39  | 6       | —        | —       | 1:26.39 | 6 تأهل  | 2           | لم يتقدم    | لم يتقدم | لم يتقدم |        |        |        |         |

## هوكي الجليد لذوي الاحتياجات الخاصة
استطاعت الولايات المتحدة اللعب في أولمبياد 2018 للمعاقين بعد فوزها في مسابقات عام 2017، قبل بدء الألعاب.
لعب منتخب الولايات المتحدة لهوكي التزلج على الجليد في عدة بطولات ومباريات ودية استعدادًا للألعاب البارالمبية الشتوية. لعب الفريق في تحدي كأس العالم لهوكي التزلج على الجليد في ديسمبر 2017 في شارلوت تاون. لعبوا في بطولة هوكي الجليد البارالمبية الدولية في تورينو، إيطاليا في يناير 2018. كما لعبوا في سلسلة الحدود 2018 في بوفالو وبورت كولبورن، أونتاريو في فبراير 2018.
القائمة
المدرب الرئيسي: غاي غوسلين
المدرب المساعد: دافيد هوف
المدير العام: دان برينان
طبيب الفريق: مايكل يوهين
أخصائي العلاج الطبيعي للفريق: مايك كورتيز
مدير معدات الفريق: سكوت ألدرتش
مسؤول إعلامي للفريق: سكوت ألدرتش
| الرقم | المركز    | الاسم             | الطول                   | الوزن            | تاريخ الميلاد  | مكان الميلاد            | فريق 2017–18       |
| ----- | --------- | ----------------- | ----------------------- | ---------------- | -------------- | ----------------------- | ------------------ |
| 3     | دفاع      | رالف دي كويبيك    | 5 قدم 10 بوصة (178 سـم) | 185 رطل (84 كـغ) | 1983 مارس 24   | سان بيدرو، كاليفورنيا   | كولورادو أفالانتش  |
| 4     | هجوم      | برودي رويبال      | 3 قدم 1 بوصة (94 سـم)   | 120 رطل (54 كـغ) | 1998 مايو 25   | نورثليك                 | شيكاغو بلاكهوكس    |
| 5     | دفاع      | بيل هانينغ جونيور | 5 قدم 10 بوصة (178 سـم) | 160 رطل (73 كـغ) | 1985 أبريل 18  | هاي ريدج، ميزوري        | سانت لويس بلوز     |
| 8     | هجوم      | جاك والاس         | 6 قدم 4 بوصة (193 سـم)  | 210 رطل (95 كـغ) | 1998 يونيو 24  | فرانكلين ليكس، نيوجيرسي | NJ فريز            |
| 9     | هجوم      | دودسون ترافيس     | 4 قدم 0 بوصة (122 سـم)  | 150 رطل (68 كـغ) | 1985 أكتوبر 14 | ديمينغ، نيومكسيكو       | شيكاغو بلاكهوكس    |
| 11    | دفاع      | تايلر كارون       | 6 قدم 0 بوصة (183 سـم)  | 165 رطل (75 كـغ) | 1989 نوفمبر 5  | فورت كولنز، كولورادو    | كولورادو أفالانتش  |
| 13    | دفاع      | لوك مكدرموت       | 5 قدم 7 بوصة (170 سـم)  | 155 رطل (70 كـغ) | 1987 سبتمبر 1  | وسترلو، نيويورك         | بافالو سيبرز       |
| 15    | دفاع      | نيكو لاندروس      | 6 قدم 1 بوصة (185 سـم)  | 185 رطل (84 كـغ) | 1980 أبريل 28  | جونستاون، كولورادو      | كولورادو أفالانتش  |
| 16    | هجوم      | ديكلان فارمر      | 6 قدم 0 بوصة (183 سـم)  | 135 رطل (61 كـغ) | 1997 نوفمبر 5  | تامبا، فلوريدا          | تامبا باي لايتنينج |
| 20    | هجوم      | آدم بيج           | 5 قدم 6 بوصة (168 سـم)  | 170 رطل (77 كـغ) | 1992 مارس 10   | لانكاستر، نيويورك       | بافالو سيبرز       |
| 22    | هجوم      | نوح غروف          | 5 قدم 8 بوصة (173 سـم)  | 135 رطل (61 كـغ) | 1999 مايو 1    | فريدريك، ماريلاند       | بوسطن بروينز       |
| 23    | هجوم      | ريكو رومان        | 5 قدم 9 بوصة (175 سـم)  | 180 رطل (82 كـغ) | 1981 فبراير 4  | بورتلاند، أوريغون       | كولورادو أفالانتش  |
| 24    | هجوم      | جوش ميسيفيتش      | 6 قدم 0 بوصة (183 سـم)  | 170 رطل (77 كـغ) | 1988 يونيو 25  | لا غرانت، إلينوي        | شيكاغو بلاكهوكس    |
| 27    | دفاع      | جوش بولس          | 5 قدم 8 بوصة (173 سـم)  | 135 رطل (61 كـغ) | 1992 ديسمبر 31 | غرين بروك، نيوجيرسي     | سانت لويس بلوز     |
| 32    | حارس مرمى | جين لي            | 6 قدم 2 بوصة (188 سـم)  | 190 رطل (86 كـغ) | 1986 يوليو 26  | سان فرانسيسكو           | شيكاغو بلاكهوكس    |
| 34    | حارس مرمى | ستيف كاش          | 5 قدم 7 بوصة (170 سـم)  | 150 رطل (68 كـغ) | 1989 مايو 9    | أوفرلاند، ميزوري        | سانت لويس بلوز     |
| 88    | هجوم      | كيفن ماكي         | 4 قدم 7 بوصة (140 سـم)  | 115 رطل (52 كـغ) | 1990 فبراير 11 | شيكاغو                  | شيكاغو بلاكهوكس    |

ملخص
مفتاح
* و.إ. – وقت إضافي
* ر.ت. – المباراة تحسم بركلات الترجيح
| الفريق           | الحدث       | مرحلة المجموعات  | مرحلة المجموعات         | مرحلة المجموعات        | مرحلة المجموعات     | نصف النهائي / مباراة ترتيب | النهائي / مباراة الميدالية البرونزية / مباراة ترتيب | النهائي / مباراة الميدالية البرونزية / مباراة ترتيب |
| الفريق           | الحدث       | الخصم النتيجة    | الخصم النتيجة           | الخصم النتيجة          | الترتيب             | الخصم النتيجة              | الخصم النتيجة                                       | الترتيب                                             |
| ---------------- | ----------- | ---------------- | ----------------------- | ---------------------- | ------------------- | -------------------------- | --------------------------------------------------- | --------------------------------------------------- |
| الولايات المتحدة | هوكي الجليد | اليابان · ف 10–0 | جمهورية التشيك · ف 10–0 | كوريا الجنوبية · ف 8–0 | 1 تأهل لنصف النهائي | إيطاليا · ف 10–1           | كندا · ف 2–1                                        | الأول                                               |

الأدوار التمهيدية
| م | فريق               | لعب | ك | OTW | OTL | خ | له | عليه | ف   | نقاط | التأهيل                            |
| - | ------------------ | --- | - | --- | --- | - | -- | ---- | --- | ---- | ---------------------------------- |
| 1 | الولايات المتحدة   | 3   | 3 | 0   | 0   | 0 | 28 | 0    | +28 | 9    | نصف النهائي                        |
| 2 | كوريا الجنوبية (H) | 3   | 1 | 1   | 0   | 1 | 7  | 11   | −4  | 5    | نصف النهائي                        |
| 3 | جمهورية التشيك     | 3   | 1 | 0   | 1   | 1 | 5  | 13   | −8  | 4    | نصف نهائي المركز الخامس إلى الثامن |
| 4 | اليابان            | 3   | 0 | 0   | 0   | 3 | 1  | 17   | −16 | 0    | نصف نهائي المركز الخامس إلى الثامن |

| 2018 مارس 10 15:30 | كوريا الجنوبية | 4–1 (0–0, 1–0, 3–1) | اليابان | مركز غانغننغ لهوكي الجليد Attendance: 6,022 |

| Game reference | Game reference | Game reference                            | Game reference  | Game reference                                    |
| --- | -------------- | ----------------------------------------- | --------------- | ------------------------------------------------- |
| | يو مان-غيون    | Goalies                                   | شينوبو فوكوشيما | Referee: أوي لوثكي Linesmen: مات كلارك ليون ويزلي |
| \| جانغ دونغ-شين (كيم يونغ-سونغ، جانغ جونغ-هو) (ق.ق.) – 21:08 \| 1–0 \| \| \| جونغ – 30:51 \| 2–0 \| \| \| تشو يونغ-جاي (تشو بيونغ-سيوك، جونغ) – 35:56 \| 3–0 \| \| \| لي هاي-مان (جانغ دونغ-شين، لي جي-هون) (ق.ق.) – 40:31 \| 4–0 \| \| \| \| 4–1 \| 42:53 – تاكاهاشي (ويهارا، كوماغاي) (ق.ق.) \| |                |                                           |                 | Referee: أوي لوثكي Linesmen: مات كلارك ليون ويزلي |
| 12 min | Penalties      | 14 min                                    |                 | Referee: أوي لوثكي Linesmen: مات كلارك ليون ويزلي |
| 24 | Shots          | 7                                         |                 | Referee: أوي لوثكي Linesmen: مات كلارك ليون ويزلي |
| جانغ دونغ-شين (كيم يونغ-سونغ، جانغ جونغ-هو) (ق.ق.) – 21:08 | 1–0            |                                           |                 | Referee: أوي لوثكي Linesmen: مات كلارك ليون ويزلي |
| جونغ – 30:51 | 2–0            |                                           |                 | Referee: أوي لوثكي Linesmen: مات كلارك ليون ويزلي |
| تشو يونغ-جاي (تشو بيونغ-سيوك، جونغ) – 35:56 | 3–0            |                                           |                 | Referee: أوي لوثكي Linesmen: مات كلارك ليون ويزلي |
| لي هاي-مان (جانغ دونغ-شين، لي جي-هون) (ق.ق.) – 40:31 | 4–0            |                                           |                 |                                                   |
| | 4–1            | 42:53 – تاكاهاشي (ويهارا، كوماغاي) (ق.ق.) |                 |                                                   |

| 2018 مارس 11 12:00 | الولايات المتحدة | 10–0 (3–0, 6–0, 1–0) | اليابان | مركز غانغننغ لهوكي الجليد Attendance: 5,435 |

| Game reference | Game reference | Game reference | Game reference                   | Game reference                                         |
| --- | -------------- | -------------- | -------------------------------- | ------------------------------------------------------ |
| | جين لي         | Goalies        | شينوبو فوكوشيما كازويا موتشيزوكي | Referee: كريستيان نيكوليتش Linesmen: مات كلارك هان يول |
| \| ماكي (لاندروس) – 01:01 \| 1–0 \| \| \| رويبال (ميسيفيتش) – 04:34 \| 2–0 \| \| \| غروف (فارمر، دي كويبيك) – 12:26 \| 3–0 \| \| \| لاندروس (رويبال، فارمر) (ق.ق.) – 20:25 \| 4–0 \| \| \| فارمر – 20:55 \| 5–0 \| \| \| مكدرموت (بيج، دي كويبيك) – 23:20 \| 6–0 \| \| \| رومان (بيج، بولس) – 23:54 \| 7–0 \| \| \| رويبال (ميسيفيتش) – 24:02 \| 8–0 \| \| \| رويبال (ماكي، ميسيفيتش) – 24:49 \| 9–0 \| \| \| والاس (فارمر، بولس) – 38:25 \| 10–0 \| \| |                |                |                                  | Referee: كريستيان نيكوليتش Linesmen: مات كلارك هان يول |
| 2 min | Penalties      | 4 min          |                                  | Referee: كريستيان نيكوليتش Linesmen: مات كلارك هان يول |
| 24 | Shots          | 2              |                                  | Referee: كريستيان نيكوليتش Linesmen: مات كلارك هان يول |
| ماكي (لاندروس) – 01:01 | 1–0            |                |                                  | Referee: كريستيان نيكوليتش Linesmen: مات كلارك هان يول |
| رويبال (ميسيفيتش) – 04:34 | 2–0            |                |                                  | Referee: كريستيان نيكوليتش Linesmen: مات كلارك هان يول |
| غروف (فارمر، دي كويبيك) – 12:26 | 3–0            |                |                                  | Referee: كريستيان نيكوليتش Linesmen: مات كلارك هان يول |
| لاندروس (رويبال، فارمر) (ق.ق.) – 20:25 | 4–0            |                |                                  |                                                        |
| فارمر – 20:55 | 5–0            |                |                                  |                                                        |
| مكدرموت (بيج، دي كويبيك) – 23:20 | 6–0            |                |                                  |                                                        |
| رومان (بيج، بولس) – 23:54 | 7–0            |                |                                  |                                                        |
| رويبال (ميسيفيتش) – 24:02 | 8–0            |                |                                  |                                                        |
| رويبال (ماكي، ميسيفيتش) – 24:49 | 9–0            |                |                                  |                                                        |
| والاس (فارمر، بولس) – 38:25 | 10–0           |                |                                  |                                                        |

| 2018 مارس 11 15:30 | كوريا الجنوبية | 3–2 و.إ. (0–0, 1–0, 1–2) (و.إ.: 1–0) | جمهورية التشيك | مركز غانغننغ لهوكي الجليد Attendance: 5,187 |

| Game reference | Game reference | Game reference                              | Game reference | Game reference                                                    |
| --- | -------------- | ------------------------------------------- | -------------- | ----------------------------------------------------------------- |
| | يو مان-غيون    | Goalies                                     | ميشال فابينكا  | Referee: جوناثان موريسون Linesmen: ماثيو فيرغينبوم أندرياس لوندين |
| \| لي جو-سونغ (جانغ جونغ-هو، جونغ) – 18:28 \| 1–0 \| \| \| \| 1–1 \| 38:55 – غايير (كوبيش) (دفاع ناقص) \| \| جونغ (لي جونغ-كيونغ) – 42:53 \| 2–1 \| \| \| \| 2–2 \| 44:21 – غايير (كوبيش، دوليزال) (هجوم إضافي) \| \| جونغ (جانغ دونغ-شين، تشو يونغ-جاي) – 45:13 \| 3–2 \| \| |                |                                             |                | Referee: جوناثان موريسون Linesmen: ماثيو فيرغينبوم أندرياس لوندين |
| 8 min | Penalties      | 8 min                                       |                | Referee: جوناثان موريسون Linesmen: ماثيو فيرغينبوم أندرياس لوندين |
| 22 | Shots          | 10                                          |                | Referee: جوناثان موريسون Linesmen: ماثيو فيرغينبوم أندرياس لوندين |
| لي جو-سونغ (جانغ جونغ-هو، جونغ) – 18:28 | 1–0            |                                             |                | Referee: جوناثان موريسون Linesmen: ماثيو فيرغينبوم أندرياس لوندين |
| | 1–1            | 38:55 – غايير (كوبيش) (دفاع ناقص)           |                | Referee: جوناثان موريسون Linesmen: ماثيو فيرغينبوم أندرياس لوندين |
| جونغ (لي جونغ-كيونغ) – 42:53 | 2–1            |                                             |                | Referee: جوناثان موريسون Linesmen: ماثيو فيرغينبوم أندرياس لوندين |
| | 2–2            | 44:21 – غايير (كوبيش، دوليزال) (هجوم إضافي) |                |                                                                   |
| جونغ (جانغ دونغ-شين، تشو يونغ-جاي) – 45:13 | 3–2            |                                             |                |                                                                   |

| 2018 مارس 12 12:00 | الولايات المتحدة | 10–0 (3–0, 7–0, 0–0) | جمهورية التشيك | مركز غانغننغ لهوكي الجليد Attendance: 5,709 |

| Game reference | Game reference | Game reference | Game reference | Game reference                                            |
| --- | -------------- | -------------- | -------------- | --------------------------------------------------------- |
| | ستيف كاش       | Goalies        | مارتن كوديلا   | Referee: أوي لوثكي Linesmen: ماثيو فيرغينبوم دافيد نوثيغر |
| \| رويبال (لاندروس) – 01:04 \| 1–0 \| \| \| فارمر (والاس، بيج) – 08:17 \| 2–0 \| \| \| فارمر (ماكي، بولس) (ق.ق.) – 12:05 \| 3–0 \| \| \| فارمر (بيج، والاس) (ق.ق.) – 18:39 \| 4–0 \| \| \| والاس (فارمر، بيج) – 21:45 \| 5–0 \| \| \| رويبال (ميسيفيتش، ماكي) – 24:46 \| 6–0 \| \| \| دودسون (هانينغ) – 27:21 \| 7–0 \| \| \| فارمر (لاندروس، كارون) (ق.ق.) – 28:22 \| 8–0 \| \| \| رويبال (ميسيفيتش) – 28:47 \| 9–0 \| \| \| دودسون (لاندروس) – 29:42 \| 10–0 \| \| |                |                |                | Referee: أوي لوثكي Linesmen: ماثيو فيرغينبوم دافيد نوثيغر |
| 4 min | Penalties      | 8 min          |                | Referee: أوي لوثكي Linesmen: ماثيو فيرغينبوم دافيد نوثيغر |
| 31 | Shots          | 13             |                | Referee: أوي لوثكي Linesmen: ماثيو فيرغينبوم دافيد نوثيغر |
| رويبال (لاندروس) – 01:04 | 1–0            |                |                | Referee: أوي لوثكي Linesmen: ماثيو فيرغينبوم دافيد نوثيغر |
| فارمر (والاس، بيج) – 08:17 | 2–0            |                |                | Referee: أوي لوثكي Linesmen: ماثيو فيرغينبوم دافيد نوثيغر |
| فارمر (ماكي، بولس) (ق.ق.) – 12:05 | 3–0            |                |                | Referee: أوي لوثكي Linesmen: ماثيو فيرغينبوم دافيد نوثيغر |
| فارمر (بيج، والاس) (ق.ق.) – 18:39 | 4–0            |                |                |                                                           |
| والاس (فارمر، بيج) – 21:45 | 5–0            |                |                |                                                           |
| رويبال (ميسيفيتش، ماكي) – 24:46 | 6–0            |                |                |                                                           |
| دودسون (هانينغ) – 27:21 | 7–0            |                |                |                                                           |
| فارمر (لاندروس، كارون) (ق.ق.) – 28:22 | 8–0            |                |                |                                                           |
| رويبال (ميسيفيتش) – 28:47 | 9–0            |                |                |                                                           |
| دودسون (لاندروس) – 29:42 | 10–0           |                |                |                                                           |

| 2018 مارس 13 12:00 | الولايات المتحدة | 8–0 (6–0, 0–0, 2–0) | كوريا الجنوبية | مركز غانغننغ لهوكي الجليد Attendance: 6,588 |

| Game reference | Game reference | Game reference | Game reference          | Game reference                                            |
| --- | -------------- | -------------- | ----------------------- | --------------------------------------------------------- |
| | ستيف كاش       | Goalies        | يو مان-غيون لي جاي-وونغ | Referee: كيفن ويبينغر Linesmen: مات كلارك ماثيو فيرغينبوم |
| \| رويبال (فارمر، لاندروس) (ق.ق.) – 04:51 \| 1–0 \| \| \| فارمر (والاس، دي كويبيك) – 06:40 \| 2–0 \| \| \| ميسيفيتش (بولس، لاندروس) (ق.ق.) – 08:09 \| 3–0 \| \| \| ميسيفيتش (ماكي، رويبال) – 09:57 \| 4–0 \| \| \| فارمر (رويبال) (دفاع ناقص) – 12:27 \| 5–0 \| \| \| فارمر (رويبال، كارون) (دفاع ناقص) – 13:37 \| 6–0 \| \| \| دودسون (كارون، رومان) – 33:36 \| 7–0 \| \| \| رويبال (ماكي) – 40:07 \| 8–0 \| \| |                |                |                         | Referee: كيفن ويبينغر Linesmen: مات كلارك ماثيو فيرغينبوم |
| 8 min | Penalties      | 12 min         |                         | Referee: كيفن ويبينغر Linesmen: مات كلارك ماثيو فيرغينبوم |
| 24 | Shots          | 4              |                         | Referee: كيفن ويبينغر Linesmen: مات كلارك ماثيو فيرغينبوم |
| رويبال (فارمر، لاندروس) (ق.ق.) – 04:51 | 1–0            |                |                         | Referee: كيفن ويبينغر Linesmen: مات كلارك ماثيو فيرغينبوم |
| فارمر (والاس، دي كويبيك) – 06:40 | 2–0            |                |                         | Referee: كيفن ويبينغر Linesmen: مات كلارك ماثيو فيرغينبوم |
| ميسيفيتش (بولس، لاندروس) (ق.ق.) – 08:09 | 3–0            |                |                         | Referee: كيفن ويبينغر Linesmen: مات كلارك ماثيو فيرغينبوم |
| ميسيفيتش (ماكي، رويبال) – 09:57 | 4–0            |                |                         |                                                           |
| فارمر (رويبال) (دفاع ناقص) – 12:27 | 5–0            |                |                         |                                                           |
| فارمر (رويبال، كارون) (دفاع ناقص) – 13:37 | 6–0            |                |                         |                                                           |
| دودسون (كارون، رومان) – 33:36 | 7–0            |                |                         |                                                           |
| رويبال (ماكي) – 40:07 | 8–0            |                |                         |                                                           |

| 2018 مارس 13 19:00 | جمهورية التشيك | 3–0 (0–0, 1–0, 2–0) | اليابان | مركز غانغننغ لهوكي الجليد Attendance: 4,569 |

| Game reference | Game reference | Game reference | Game reference  | Game reference                                            |
| --- | -------------- | -------------- | --------------- | --------------------------------------------------------- |
| | ميشال فابينكا  | Goalies        | شينوبو فوكوشيما | Referee: جوناثان موريسون Linesmen: هان يول أندرياس لوندين |
| \| كوبيش (هابل) – 27:26 \| 1–0 \| \| \| شافرانييك (هربك، كروبيشكا) – 33:11 \| 2–0 \| \| \| كوبيش (مرمى فارغ) – 44:42 \| 3–0 \| \| |                |                |                 | Referee: جوناثان موريسون Linesmen: هان يول أندرياس لوندين |
| 4 min | Penalties      | 4 min          |                 | Referee: جوناثان موريسون Linesmen: هان يول أندرياس لوندين |
| 11 | Shots          | 5              |                 | Referee: جوناثان موريسون Linesmen: هان يول أندرياس لوندين |
| كوبيش (هابل) – 27:26 | 1–0            |                |                 | Referee: جوناثان موريسون Linesmen: هان يول أندرياس لوندين |
| شافرانييك (هربك، كروبيشكا) – 33:11                                                                                                | 2–0            |                |                 | Referee: جوناثان موريسون Linesmen: هان يول أندرياس لوندين |
| كوبيش (مرمى فارغ) – 44:42 | 3–0            |                |                 | Referee: جوناثان موريسون Linesmen: هان يول أندرياس لوندين |

نصف النهائي
| 2018 مارس 15 20:00 | الولايات المتحدة | 10–1 (5–0, 3–0, 2–1) | إيطاليا | مركز غانغننغ لهوكي الجليد Attendance: 4,889 |

| Game reference | Game reference  | Game reference                   | Game reference                   | Game reference                                          |
| --- | --------------- | -------------------------------- | -------------------------------- | ------------------------------------------------------- |
| | ستيف كاش جين لي | Goalies                          | غابرييل أراودو سانتينو ستيليتانو | Referee: كيفن ويبينغر Linesmen: تشاي يونغ-جين مات كلارك |
| \| غروف (لاندروس) – 03:23 \| 1–0 \| \| \| ميسيفيتش (بولس، رويبال) – 03:58 \| 2–0 \| \| \| رويبال (بولس، ميسيفيتش) – 04:09 \| 3–0 \| \| \| لاندروس (ق.ق.) – 13:50 \| 4–0 \| \| \| مكدرموت (غروف) – 14:56 \| 5–0 \| \| \| رويبال (ميسيفيتش) (ق.ق.) – 22:52 \| 6–0 \| \| \| لاندروس (كارون، فارمر) – 23:35 \| 7–0 \| \| \| فارمر (بيج، بولس) – 27:44 \| 8–0 \| \| \| ماكي (غروف، بيج) – 33:32 \| 9–0 \| \| \| \| 9–1 \| 38:30 – كورفينو (ديباولي) (ق.ق.) \| \| لاندروس (رويبال، هانينغ) (ق.ق.) – 42:03 \| 10–1 \| \| |                 |                                  |                                  | Referee: كيفن ويبينغر Linesmen: تشاي يونغ-جين مات كلارك |
| 16 min | Penalties       | 14 min                           |                                  | Referee: كيفن ويبينغر Linesmen: تشاي يونغ-جين مات كلارك |
| 33 | Shots           | 4                                |                                  | Referee: كيفن ويبينغر Linesmen: تشاي يونغ-جين مات كلارك |
| غروف (لاندروس) – 03:23 | 1–0             |                                  |                                  | Referee: كيفن ويبينغر Linesmen: تشاي يونغ-جين مات كلارك |
| ميسيفيتش (بولس، رويبال) – 03:58 | 2–0             |                                  |                                  | Referee: كيفن ويبينغر Linesmen: تشاي يونغ-جين مات كلارك |
| رويبال (بولس، ميسيفيتش) – 04:09 | 3–0             |                                  |                                  | Referee: كيفن ويبينغر Linesmen: تشاي يونغ-جين مات كلارك |
| لاندروس (ق.ق.) – 13:50 | 4–0             |                                  |                                  |                                                         |
| مكدرموت (غروف) – 14:56 | 5–0             |                                  |                                  |                                                         |
| رويبال (ميسيفيتش) (ق.ق.) – 22:52 | 6–0             |                                  |                                  |                                                         |
| لاندروس (كارون، فارمر) – 23:35 | 7–0             |                                  |                                  |                                                         |
| فارمر (بيج، بولس) – 27:44 | 8–0             |                                  |                                  |                                                         |
| ماكي (غروف، بيج) – 33:32 | 9–0             |                                  |                                  |                                                         |
| | 9–1             | 38:30 – كورفينو (ديباولي) (ق.ق.) |                                  |                                                         |
| لاندروس (رويبال، هانينغ) (ق.ق.) – 42:03 | 10–1            |                                  |                                  |                                                         |

مباراة الميدالية الذهبية
| 2018 مارس 18 12:00 | كندا | 1–2 و.إ. (1–0, 0–0, 0–1) (و.إ.: 0–1) | الولايات المتحدة | مركز غانغننغ لهوكي الجليد Attendance: 6,096 |

| Game reference | Game reference | Game reference                            | Game reference | Game reference                                                   |
| --- | -------------- | ----------------------------------------- | -------------- | ---------------------------------------------------------------- |
| | دومينيك لاروك  | Goalies                                   | ستيف كاش       | Referee: كريستيان نيكوليتش Linesmen: أندرياس لوندين دافيد نوثيغر |
| \| بريدجز (ديلاني، هيكل) – 12:06 \| 1–0 \| \| \| \| 1–1 \| 44:22 – فارمر (ماكي، رويبال) (هجوم إضافي) \| \| \| 1–2 \| 48:30 – فارمر (بولس) \| |                |                                           |                | Referee: كريستيان نيكوليتش Linesmen: أندرياس لوندين دافيد نوثيغر |
| 4 min | Penalties      | 2 min                                     |                | Referee: كريستيان نيكوليتش Linesmen: أندرياس لوندين دافيد نوثيغر |
| 12 | Shots          | 16                                        |                | Referee: كريستيان نيكوليتش Linesmen: أندرياس لوندين دافيد نوثيغر |
| بريدجز (ديلاني، هيكل) – 12:06 | 1–0            |                                           |                | Referee: كريستيان نيكوليتش Linesmen: أندرياس لوندين دافيد نوثيغر |
| | 1–1            | 44:22 – فارمر (ماكي، رويبال) (هجوم إضافي) |                | Referee: كريستيان نيكوليتش Linesmen: أندرياس لوندين دافيد نوثيغر |
| | 1–2            | 48:30 – فارمر (بولس)                      |                | Referee: كريستيان نيكوليتش Linesmen: أندرياس لوندين دافيد نوثيغر |

## الكيرلنغ على الكراسي المتحركة
ملخص
| الفريق                                                  | الحدث | مرحلة المجموعات       | مرحلة المجموعات | مرحلة المجموعات | مرحلة المجموعات | مرحلة المجموعات                        | مرحلة المجموعات | مرحلة المجموعات | مرحلة المجموعات | مرحلة المجموعات         | مرحلة المجموعات | مرحلة المجموعات  | مرحلة المجموعات | شوط فاصل      | نصف النهائي   | النهائي / مباراة الميدالية البرونزية | النهائي / مباراة الميدالية البرونزية |
| الفريق                                                  | الحدث | الخصم النتيجة         | الخصم النتيجة   | الخصم النتيجة   | الخصم النتيجة   | الخصم النتيجة                          | الخصم النتيجة   | الخصم النتيجة   | الخصم النتيجة   | الخصم النتيجة           | الخصم النتيجة   | الخصم النتيجة    | الترتيب         | الخصم النتيجة | الخصم النتيجة | الخصم النتيجة                        | الترتيب                              |
| ------------------------------------------------------- | ----- | --------------------- | --------------- | --------------- | --------------- | -------------------------------------- | --------------- | --------------- | --------------- | ----------------------- | --------------- | ---------------- | --------------- | ------------- | ------------- | ------------------------------------ | ------------------------------------ |
| كيرك بلاك ستيف إم تي جاستن مارشال بيني غريلي ميغان لينو | مختلط | جمهورية كوريا · خ 3–8 | ألمانيا · خ 4–6 | السويد · ف 10–2 | فنلندا · خ 5–8  | الرياضيون البارالمبيون المحايدون خ 4–6 | الصين · خ 4–6   | كندا · خ 5–6    | سويسرا · خ 4–7  | المملكة المتحدة · ف 9–3 | النرويج · خ 4–5 | سلوفاكيا · خ 6–7 | 12              | لم يتقدم      | لم يتقدم      | لم يتقدم                             | لم يتقدم                             |

قرر الفريق الوطني أولاً من قد يكون جزءًا من الفريق الوطني في سبتمبر 2017 في إنشيون، كوريا الجنوبية. كانت المرة الثانية التي قال فيها الفريق الوطني إن بعض الأشخاص قد لا يتمكنون من الذهاب في حدث في غرين باي في أكتوبر 2017. تم اتخاذ القرار النهائي بشأن من سيكون في فريق الولايات المتحدة للألعاب لعام 2018 في حدث فريق الولايات المتحدة الوطني في واوسو في أوائل نوفمبر 2017.
قبل بدء الألعاب، كان لدى لاعبي الكيرلنغ الأمريكيين على الكراسي المتحركة بعض المواعيد الهامة في إطار التحضير للألعاب. وشملت هذه بطولة الولايات المتحدة المفتوحة في أوتيكا، نيويورك في ديسمبر 2017، وكأس كيساكاليو في كيساكاليو، فنلندا في يناير 2018، وسوتشي المفتوحة في يناير 2018.
ترتيب جولة روبين
| م  | Team                             | Pld | W | L | PF | PA | PD  | PCT   | نهايات فاز بها | نهايات خسرها | نهايات فارغة | نهايات مسروقة | نسبة التسديد | التأهيل                      |      | كوريا الجنوبية | كندا | الصين | النرويج |      | سويسرا | المملكة المتحدة | ألمانيا | سلوفاكيا | السويد | فنلندا | الولايات المتحدة |
| -- | -------------------------------- | --- | - | - | -- | -- | --- | ----- | -------------- | ------------ | ------------ | ------------- | ------------ | ---------------------------- | ---- | -------------- | ---- | ----- | ------- | ---- | ------ | --------------- | ------- | -------- | ------ | ------ | ---------------- |
| 1  | كوريا الجنوبية                   | 11  | 9 | 2 | 65 | 51 | 14  | 0٫818 | 38             | 36           | 9            | 11            | 66%          | التقدم إلى الأدوار الإقصائية |      | —              | 7–5  | 7–6   | 2–9     | 6–5  | 6–5    | 5–4             | 3–4     | 7–5      | 4–2    | 11–3   | 7–3              |
| 2  | كندا                             | 11  | 9 | 2 | 74 | 45 | 29  | 0٫818 | 47             | 28           | 6            | 27            | 62%          | التقدم إلى الأدوار الإقصائية |      | 5–7            | —    | 8–5   | 10–1    | 5–4  | 8–0    | 1–8             | 6–2     | 9–5      | 8–4    | 8–4    | 6–5              |
| 3  | الصين                            | 11  | 9 | 2 | 85 | 42 | 43  | 0٫818 | 43             | 32           | 2            | 16            | 67%          | التقدم إلى الأدوار الإقصائية |      | 6–7            | 5–8  | —     | 10–1    | 10–4 | 8–2    | 9–3             | 7–3     | 9–2      | 9–4    | 6–4    | 6–4              |
| 4  | النرويج                          | 11  | 7 | 4 | 55 | 57 | −2  | 0٫636 | 41             | 35           | 5            | 15            | 58%          | التقدم إلى الأدوار الإقصائية |      | 9–2            | 1–10 | 1–10  | —       | 6–2  | 6–3    | 2–5             | 8–6     | 7–6      | 4–5    | 6–4    | 5–4              |
| 5  | الرياضيون البارالمبيون المحايدين | 11  | 5 | 6 | 61 | 63 | −2  | 0٫455 | 44             | 37           | 2            | 23            | 62%          |                              |      | 5–6            | 4–5  | 4–10  | 2–6     | —    | 6–4    | 8–2             | 4–9     | 7–5      | 3–7    | 12–5   | 6–4              |
| 6  | سويسرا                           | 11  | 5 | 6 | 56 | 63 | −7  | 0٫455 | 36             | 45           | 2            | 11            | 61%          |                              | 5–6  | 0–8            | 2–8  | 3–6   | 4–6     | —    | 7–4    | 9–4             | 6–5     | 3–5      | 10–7   | 7–4    |                  |
| 7  | بريطانيا العظمى                  | 11  | 5 | 6 | 57 | 53 | 4   | 0٫455 | 41             | 41           | 6            | 20            | 62%          |                              | 4–5  | 8–1            | 3–9  | 5–2   | 2–8     | 4–7  | —      | 8–3             | 5–6     | 6–1      | 9–2    | 3–9    |                  |
| 8  | ألمانيا                          | 11  | 5 | 6 | 57 | 68 | −11 | 0٫455 | 37             | 39           | 5            | 16            | 54%          |                              | 4–3  | 2–6            | 3–7  | 6–8   | 9–4     | 4–9  | 3–8    | —               | 7–6     | 5–9      | 8–4    | 6–4    |                  |
| 9  | سلوفاكيا                         | 11  | 4 | 7 | 62 | 72 | −10 | 0٫364 | 39             | 46           | 1            | 11            | 57%          |                              | 5–7  | 5–9            | 2–9  | 6–7   | 5–7     | 5–6  | 6–5    | 6–7             | —       | 8–3      | 7–6    | 7–6    |                  |
| 10 | السويد                           | 11  | 4 | 7 | 47 | 66 | −19 | 0٫364 | 29             | 45           | 8            | 8             | 57%          |                              | 2–4  | 4–8            | 4–9  | 5–4   | 7–3     | 5–3  | 1–6    | 9–5             | 3–8     | —        | 5–6    | 2–10   |                  |
| 11 | فنلندا                           | 11  | 2 | 9 | 53 | 87 | −34 | 0٫182 | 35             | 46           | 1            | 11            | 51%          |                              | 3–11 | 4–8            | 4–6  | 4–6   | 5–12    | 7–10 | 2–9    | 4–8             | 6–7     | 6–5      | —      | 8–5    |                  |
| 12 | الولايات المتحدة                 | 11  | 2 | 9 | 58 | 63 | −5  | 0٫182 | 37             | 45           | 3            | 12            | 60%          |                              | 3–7  | 5–6            | 4–6  | 4–5   | 4–6     | 4–7  | 9–3    | 4–6             | 6–7     | 10–2     | 5–8    | —      |                  |